# شهرستان حالمین
ناحیهٔ حالمین (به عربی: مدیریة حالمین) یک ناحیه در یمن است که در استان لحج واقع شده‌است.
ناحیهٔ حالمین ۲۷٬۸۷۱ نفر جمعیت دارد.